# Oldřich Vašica
Oldřich Vašica (18. října 1922 Nedvědice – 27. června 1993 Brno) byl český malíř a výtvarný umělec.

## Životopis
Narodil se v Nedvědici pod Pernštejnem 18. října 1922 Františku a Marii Vašicovým. Je uznáván především jako tvůrce monumentálních mozaik pro veřejné prostory. Vystudoval na Uměleckoprůmyslové škole v Praze v letech 1945-1950, kde působil i jako asistent profesora Kaplického. V rámci členství ve Svazu československých umělců působil i ve tvůrčí skupině Profil 58 Brno. Značnou část své profesní kariéry spolupracoval se svou chotí Karlou Vašicovou, s níž se podílel na projektech monumentálních mozaik pro prostory ve veřejně prospěšných budovách. Zemřel 27. června roku 1993.

## Dílo
- Znamení I
- Figura II
- Jezdec
- Kamenný motýl